# 大統長基食品

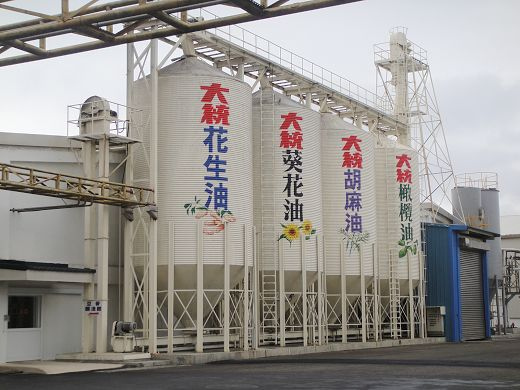
大統醬油參觀工廠（2012年）

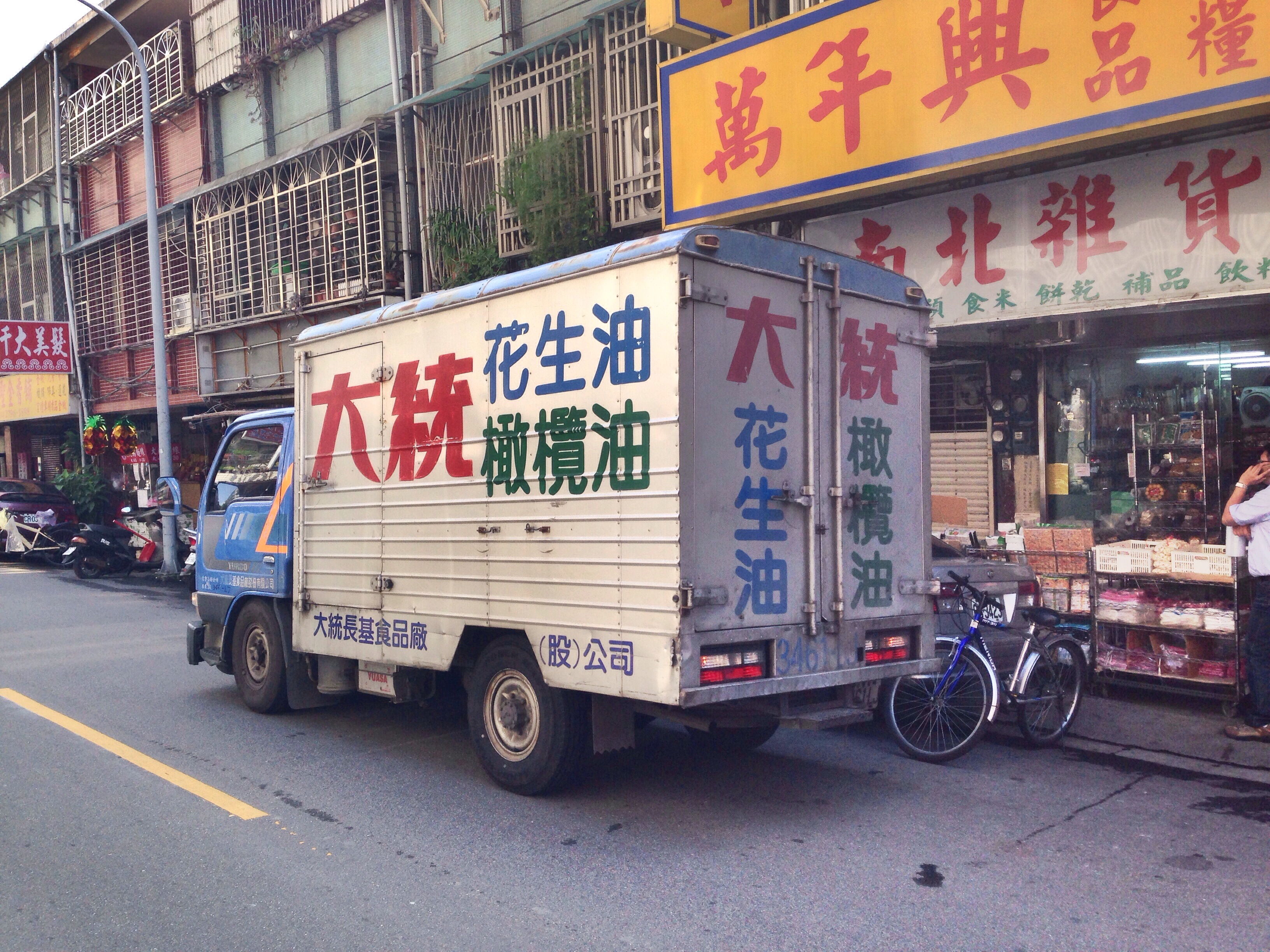
大統長基食品貨車

大統長基食品廠股份有限公司為台灣大型食用油公司，市占率近一度接近四成，創立於1977年（民國66年）1月，初期營業項目以沙拉油、花生油、麻油及苦茶油為主，加入葵花油、芥花油、玉米油、葡萄籽油、橄欖油、混裝棉籽油之進口業務。產品販賣遍佈各種通路包含國防部福利總處、全聯福利中心及全台各大量販店、超市等，並在國內主要縣市廣設營業據點。

## 發展歷程
- 1977年，初期營業項目以沙拉油、花生油、麻油及苦茶油為主。
- 1991年，陸續加入葵花油、芥花油、玉米油、葡萄籽油、橄欖油進口業務，產品販賣遍佈各種通路包括國防部福利總處、全聯福利中心及全省各大量販店、超市等，並在全省主要縣市廣設營業據點。
- 1999年，於彰化縣彰濱工業區建立彰濱廠。
- 2002年，彰濱廠落成啟用。
- 2013年，被查驗出產品標示不實。
- 2014年7月10日，彰化縣衛生局基於《行政罰法》第26條，而彰化地院既已有刑事判決在先，對此同一行為，不應再依行政法令開罰，訴願委員會撤銷大統新臺幣18.5億元罰鍰[5]。

## 政商人脈
- 2011年，大統長基的「醬油觀光工廠」名號盛大開幕，當天出席的來賓冠蓋雲集，除了主管觀光業務的交通部長毛治國，還有總統馬英九的大姊馬以南與當時的行政院長吳敦義夫人蔡令怡等人。[6]
- 2012年4月，高振利與副總統吳敦義同桌相伴吃飯，讓外界好奇是否因此延緩查案進度。常識高振利座上賓的中國國民黨立法委員林滄敏、王惠美和鄭汝芬等也都被點名影射扮演大統門神。[7][8]
- 《壹週刊》報導，曾於2011年參與籌設大統長基醬油觀光工廠的前員工說：「高振利在彰化能這麼有力，主要是靠國民黨縣議員葉寧鋒幫忙。觀光工廠申請執照時，縣府人員來廠勘；高振利不給他們看藏放『掺油設備』的包裝廠，還對他們咆哮、嗆聲。葉寧鋒後來到場關心，縣府人員竟然不敢吭一聲就乖乖走人，沒多久執照就過了。」2013年8月，葉寧鋒過世，各種對大統不利的消息紛紛出籠，基層公務員把握機會「加倍奉還」，終於揪出高振利。[9][8]
- 2013年，當大統長期爆發食品疑雲後幾天，民主進步黨籍彰化縣議員賴清美在高振利對記者說明時也跟著鞠躬道歉；但彰化縣衛生局局長葉彥伯表示，賴清美未跟他提過大統案。[10]
- 2014年《壹週刊》報導，國民黨立委林滄敏為大統「門神」之一。林滄敏表示，他是立法院經濟委員會委員，常與工業區廠商協進會開會聽取民意與政策說明，因此說「不認識高振利」是騙人，但沒收高振利的政治獻金，與高振利之間也沒利害關係；同時批評，《壹週刊》任意抹黑，有失公正。[11]

## 廣告代言人
- 張懷媗：大統優植醇葵花油

## 油品造假事件

### 事例
- 1970年代，高振利從事小油行開業，就一直以低價棉籽油混高級油牟利。[12]
- 2013年10月16日，大統長基食品[13]「大統特級橄欖油」，橄欖油含量遠不到50％，且還添加銅葉綠素調色，標榜百分之百西班牙進口特級冷壓橄欖油製成，強調100%特級橄欖油、「特級初榨橄欖油（Extra virgin olive oil）」等對外銷售，添加低成本葵花油（從葵花籽中提取）及棉籽油（棉花籽提取）混充。查扣之膏狀不明添加物，大統長基辯稱是叶绿素，卻提不出證明。彰化地檢署與彰化縣衛生局食品衛生科認為大統長基恐觸犯《食品衛生管理法》、《中華民國刑法》詐欺罪以及摻偽罪（可處3年徒刑），要求大統長基將大統特級橄欖油等相關產品下架，工廠內負責生產大統特級橄欖油的生產線也暫停。[14][15]
- 2013年10月16日，高振利因大統特級橄欖油遭檢舉不純案，以新台幣100萬元交保。10月17日，高振利出面向消費者致歉，坦承大統長基內部控管不嚴，但強調添加銅葉綠素對人體無害。大統長基涉嫌欺騙消費者，所謂的特級橄欖油是用部分的橄欖油加上廉價的棉花籽油，再加入銅葉綠素調色，且已經賣了7年之久，吃多了肝腎都會出問題。彰化縣衛生局技士許婉貞說，「葉綠素是規定只能放在泡泡糖還有食品，油脂是不能使用的。」[16]
- 2013年10月25日，大統長基離職員工爆料，大統長基的沙茶醬以垃圾食材當原料再加工而成，用來自越南和泰國的濕蠶豆代替花生；香菇用則向農民收購丟棄的香菇太空包，用當中的香菇殘根代替新鮮香菇；魚則是使用過期長達20年的冷凍腐魚。
- 2013年10月25日，彰化地檢署依違反《食品衛生管理法》及涉及《中華民國刑法》詐欺取財等罪嫌起訴高振利，彰化縣政府則在隔日開出新台幣18億5千萬元的裁處書[17]。
- 2013年10月28日，彰化縣政府財政處追查大統長基關係企業大聯製酒產品，11品項都以食用酒精配製，標示不實，開罰新台幣550萬元，並要求下架回收[18]。
- 2013年11月1日，大統長基以帳戶現金新台幣1230萬元及12筆土地價約新台幣10多億元提出賠償計畫，彰化縣政府進一步展開監管及解凍作業[19]。
- 2013年11月2日，大統長基假油事件再度擴大延燒，高振利供稱曾將問題油品賣給福懋油脂及頂新製油，但否認還有流向其他大廠[20]。

### 判刑定讞
- 2014年7月24日，大統長基混油案，智慧財產法院依詐欺、商品虛偽標記等罪判處高振利12年徒刑，大統併科罰金新台幣3800萬元定讞[21]。[22]

## 勞資爭議
- 因要求員工於國定假日出勤卻未予以補休、假日工資、加班費、勞工保險「以多報少」等，遭臺灣臺中地方法院、臺灣高等法院臺中分院分別於2008年、2009年判決敗訴。[23][24]
- 因未依《勞工安全衛生法》等規定提供適當之安全衛生設備致勞工受傷、勞工保險以多報少等，遭臺灣彰化地方法院、臺灣高等法院臺中分院分別於2009年、2010年判決敗訴，全案最終於2011年經最高法院裁定駁回大統長基食品上訴而告確定。[25][26][27]
- 因未足額提撥勞工退休金、勞工保險以多報少等，遭臺灣彰化地方法院彰化簡易庭判決敗訴。[28]